# Michael Adeane
Michael Adeane (Londres, 30 de septiembre de 1910 - Aberdeen, 30 de abril de 1984) fue el secretario privado de la reina Isabel II del Reino Unido durante 19 años, entre 1953 y 1972.

## Primeros años y educación
Adeane era el hijo del capitán Henry Robert Augustus Adeane (1882-1914) y de su esposa, Victoria Eugenie Bigge (fallecida en 1969). Su abuelo paterno fue el almirante Edward Stanley Adeane, de una familia de la nobleza terrateniente que remonta su ascendencia a un Simon Adeane que murió en 1686; su abuelo materno era Arthur Bigge, primer barón de Stamfordham, quien fuera secretario privado de la reina Victoria y del monarca Jorge V. Adeane se educó en el Eton College y se graduó en el Magdalene College de la Universidad de Cambridge en 1934 con una maestría en artes.

## Carrera
Después de graduarse, Adeane viajó a Canadá y fue ayudante de campo de Lord Bessborough, gobernador general de Canadá de 1934 a 1935, y luego de su sucesor, Lord Tweedsmuir hasta 1936.
Adeane luego regresó a Gran Bretaña y se convirtió en secretario privado adjunto de Jorge VI desde 1945 después de cinco años y medio en servicio militar activo, un puesto que ocupó hasta la muerte de este último en 1952. Continuó en ese puesto para la reina Isabel hasta 1953 cuando fue ascendido a secretario privado y admitido en el Consejo Privado.
En 1961, durante una visita real a Nepal, a Adeane se le atribuyó una parte de la matanza de un tigre con Christopher Bonham-Carter en una cacería de tigres reales. El papel de caza del tigre había recaído en él después de que la Reina se negara, el duque de Edimburgo no pudo disparar debido a que tenía el dedo en el gatillo en una tablilla y el entonces secretario de Exteriores, Alec Douglas-Home, había fallado dos veces.

## Vida personal
El 10 de enero de 1939, Adeane se casó con Helen Chetwynd-Stapleton (1916-1994), y tuvieron una hija y un hijo. Su hijo, Edward Adeane, abogado, fue secretario privado del Príncipe de Gales entre 1979 a 1985.
El 30 de abril de 1984, Adeane murió de insuficiencia cardíaca en Aberdeen (Escocia). Fue incinerado en Golders Green Crematorium.

## Honores
Adeane fue nombrado miembro de la Real Orden Victoriana (OMV) en 1946, compañero de la ]Orden del Baño (CB) en 1947, fue ascendido a Comandante Caballero de la Real Orden Victoriana (KCVO) en 1951, y Caballero Comendador de la Orden del Baño (KCB) en 1955. En 1962 fue ascendido a Caballero Gran Cruz de la Real Orden Victoriana (GCVO) y en 1968 a Caballero Gran Cruz de la Orden del Baño (GCB). También recibió la Medalla de Servicio Fiel y Largo de la Casa Real.
En 1959, Adeane recibió la Gran Condecoración en Oro con Banda de la Orden al Mérito de la República de Austria y el 20 de abril de 1972, fue creado como un par vitalicio como barón Adeane, de Stamfordham en el condado de Northumberland.

## En la cultura popular
En las dos primeras temporadas de la serie de Netflix de The Crown, fue interpretado por Will Keen. En la tercera temporada, su papel lo hizo David Rintoul.